# Восковидные липофусцинозы нейронов
Воскови́дные липофусцино́зы нейро́нов (англ. NCL — Neuronal ceroid lipofuscinoses) — общее название широкой группы нейродегенеративных наследственных заболеваний, относящихся к лизосомным болезням накопления. Симптомы болезней данной группы обусловлены чрезмерным накоплением пигмента липофусцина в лизосомах нервных клеток и многих других тканей организма, включая печень, селезёнку, миокард, почки. Избыточное отложение липофусцина в лизосомах вызывает зеленовато-жёлтое окрашивание при микроскопии в ультрафиолетовых лучах.

## Историческая справка
Впервые описание данного заболевания опубликовано в 1826 году в Норвежском медицинском журнале доктором Кристианом Стенгелом (англ. Christian Stengel), который сообщил о четырёх случаях семейных нейродегенеративных расстройств у братьев и сестёр, проживающих в небольшом шахтёрском посёлке в Норвегии.
Более фундаментальные описания опубликованы Ф. Е. Баттеном (англ. F. E. Batten) в 1903 году, и Генрихом Фогтом (англ. Heinrich Vogt) в 1905 году, в которых выполнены обширные клинические исследования нескольких семей. Приблизительно в то же время, немецкий невролог и психиатр Вальтер Шпильмейер (нем. Walther Spielmeyer) опубликовал подробное исследование трёх братьев и сестёр, с болезнью Шпильмейера — Фогта (англ. Spielmeyer-Vogt-Sjogren-Batten disease) (ювенильная (юношеская) форма восковидного липофусциноза нейронов), которая привела его к убеждению, что описанная им болезнь не связана болезнью Тея — Сакса.
В 1913—1914 годах Макс Бильшовский (англ. Max Bielschowsky) описал позднюю инфантильную (детскую) форму восковидного липофусциноза нейронов. Тем не менее, все вышеописанные формы по-прежнему относили в группу «семейный амавротический идиотизм», прототипом которого считали болезнь Тея — Сакса. В 1914 году Frederick Batten первым дифференцировал восковидные липофусцинозы нейронов и болезнь Тея-Сакса.
В 1931 году шведский психиатр и генетик Торстен Шегрен (нем. Torsten Sjögren), в своём обзоре проанализировав 115 случаев опубликованных ранее документов обширных клинических и генетических исследований, пришёл к выводу, что болезнь Шпильмейера — Шегрена (англ. Spielmeyer-Vogt-Sjogren-Batten disease — ювенильная форма восковидного липофусциноза нейронов) отличается генетически от болезни Тея — Сакса.
Проведя тщательные морфологические исследования, Шпильмейер, Герст, Эриксон, Земан и Альперт (англ. Spielmeyer, Hurst, Sjovall, Ericsson, Zeman and Alpert) пришли к выводу, что ранее описанные заболевания связаны с отложением (накоплением) пигмента в нейронах и относятся к отдельным типам болезни накопления. Одновременно Терри и Корри (англ. Terry and Korey), а также Свеннерхольм (англ. Svennerholm) наглядно продемонстрировали конкретные ультраструктурные и биохимические особенности, которые возникают на фоне болезни Тея — Сакса. Результаты проведенной работы привели к чёткой идентификации описанных ранее наследственных заболеваний, а исследователи Земан и Донахью (англ. Zeman and Donahue) способствовали окончательному разделению восковидных липофусцинозов нейронов и болезни Тея-Сакса. Они предположили, что болезнь Бильшовского — Янского (англ. Jansky-Bielschowsky disease — поздняя инфантильная (детская) форма восковидного липофусциноза нейронов), болезнь Шпильмейера — Фогта (англ. Spielmeyer-Vogt disease — ювенильная или юношеская форма) и болезнь Куфса (англ. Kuf’s disease — зрелая или взрослая форма) являются вариантами совершенно другого заболевания, обладающего выраженными ультраструктурными и биохимическими отличиями от болезни Тея — Сакса и других форм сфинголипидоза.
Впоследствии Сантавуори и Халтиа (англ. Santavuori and Haltia) показали, что существует ранний детский вариант инфантильной формы восковидного липофусциноза нейронов (англ. Infantile neuronal ceroid lipofuscinoses (INCL)), который ранее исследователями Земан и Дикен англ. Zeman and Dyken был включён в болезнь Бильшовского — Янского (англ. Jansky-Bielschowsky disease).

## Эпидемиология
Средняя частота встречаемости всех форм восковидных липофусцинозов нейронов в мире составляет 1:25 000.
Распространённость данной патологии в популяции Соединённых Штатов и стран Северной Европы превышает 1 случай на 10 000 человек.
Частота новых случаев (заболеваемость) значительно варьирует, в зависимости от страны:
- в исследовании, проведенном в Германии, сообщается о частоте возникновения новых случаев заболевания 1,28 на 100 000[21];
- в исследовании, проведенном в Италии, сообщается о заболеваемости 0,56 на 100 000[22];
- в исследовании, проведенном в Норвегии, приводится анализ заболеваемости: отмечен подъём в период с 1978 по 1999 год — 3,9 на 100 000 — на фоне низкой заболеваемости, которая регистрировалась в предыдущие десятилетия[23].

## Наследование
В большинстве случаев заболевания группы восковидных липофусцинозов нейронов наследуются по аутосомно-рецессивному типу и, таким образом, с одинаковой частотой встречается как у мужчин, так и у женщин.

## Классификация
Болезни из группы восковидных липофусцинозов нейронов называют в соответствии с патологическими изменениями, которые наблюдаются в нервной системе.
Старые классификации условно делили восковидные липофусцинозы нейронов в зависимости от возраста, в котором начинали проявляться клинические признаки, на четыре типа: CLN1, CLN2, CLN3 и CLN4. Современная классификация основывается на сопоставлении типа заболевания с ассоциированным геном. В ходе генетических исследований выявлены мутации шести генов человека (CLN1, CLN2, CLN3, CLN5, CLN6 и CLN8), которые ведут к развитию симптомокомплекса восковидных липофусцинозов нейронов. При этом CLN4 (в отличие от CLN1, CLN2, CLN3, CLN5, CLN6 и CLN8) не был сопоставлен определённый ген.
Ниже приведена классификация, согласно действующей МКБ (указан код МКБ-10):
- E75 Нарушения обмена сфинголипидов и другие болезни накопления липидов.
  - E75.4 Липофусциноз нейронов. Болезнь: Баттена, Бильшовского — Янского, Куфса, Шпильмейера — Фогта.

В таблице приведена современная классификация типов восковидных липофусцинозов нейронов на основании данных молекулярной генетики.
| Восковидные липофусцинозы нейронов объединяют несколько типов редких наследственных метаболических заболеваний: | Восковидные липофусцинозы нейронов объединяют несколько типов редких наследственных метаболических заболеваний: | Восковидные липофусцинозы нейронов объединяют несколько типов редких наследственных метаболических заболеваний: | Восковидные липофусцинозы нейронов объединяют несколько типов редких наследственных метаболических заболеваний: |
| --- | --- | --- | --- |
| Тип | Болезнь (описание, характеристика) | OMIM | Хромосома (ген)                                                                                                 |
| тип 1 | Инфантильная (детская) форма восковидного липофусциноза нейронов (в том числе болезнь Сантавуори — Халтиа, англ. Infantile NCL, Santavuori-Haltia disease) развивается на фоне дефицита лизосомного фермента пальмитоил-тио-эстеразы. Заболевание начинается в возрасте пациента от 6 месяцев до 2 лет и быстро прогрессирует. Такие дети отличаются аномально маленьким размером головы (микроцефалия), плохо развиваются. Также характерны короткие, резкие мышечные сокращения, называемые миоклонические судороги. Начальные признаки этого расстройства наряду с прогрессирующей задержкой психомоторного развития, характеризуются другими двигательными расстройствами или аномалиями (слепотой). Инфантильная форма отличается наиболее быстрым прогрессированием клинической симптоматики, такие дети погибают в младшем школьном возрасте. Мутация гена, ответственного за развитие инфантильной формы восковидного липофусциноза нейронов также был выявлена в некоторых случаях ювенильной (юношеской) и зрелой (взрослой) формы. Вероятно, у таких пациентов частично сохранён синтез необходимого фермента, что способствует затяжному и менее тяжёлому течению заболевания. | 256730 | 1p32 (CLN1) |
| тип 2 | Болезнь Бильшовского — Янского (англ. Late Infantile NCL, Jansky-Bielschowsky disease) — поздняя инфантильная (детская) форма восковидного липофусциноза нейронов развивается на фоне дефицита лизосомного фермента трипептидил-пептидазы-1. Заболевание начинается в возрасте между 2 и 4 годами жизни. Типичными ранними признаками являются потеря мышечной координации (атаксия) и припадки на фоне прогрессирующей умственной деградации, хотя умеренная задержка речевого развития может наблюдаться задолго до развития других симптомов. Эта форма быстро прогрессирует и заканчивается смертью в возрасте между 8 и 12 годами жизни ребёнка. | 204500 | 11p15.5 (TPP1)                                                                                                  |
| тип 3 | Болезнь Баттена (англ. Juvenile NCL, Batten disease) — ювенильная (юношеская) форма заболевания начинается в возрасте от 5 до 8 лет. Типичными ранними признаками являются прогрессирующая потеря зрения, судороги, атаксия или неуклюжесть. Эта форма развивается медленнее и заканчивается смертью в позднем подростковом возрасте или в начале 20-ти лет жизни, хотя известны отдельные случаи продолжительности жизни до 30 лет. | 204200 | 16p12.1 (CLN3)                                                                                                  |
| тип 4 | Болезнь Куфса (англ. Adult NCL, Kufs disease) — зрелая (взрослая) форма заболевания начинается, как правило, до 40 лет и сопровождается более слабыми проявлениями клинических симптомов, что способствует медленному прогрессированию болезни и не приводит к развитию слепоты. Хотя возраст наступления смерти в этой группе пациентов весьма вариабелен, тем не менее, данная форма способствует к сокращению продолжительности жизни. | 204300 (AR), 162350 (AD)                                                                                        | (CLN6, DNAJC5)                                                                                                  |
| тип 5 | Финская поздняя инфантильная (детская) форма восковидного липофусциноза нейронов (англ. Variant late infantile neuronal ceroid lipofuscinoses, vLINCL) — вариант заболевания впервые обнаруженный в Финляндии. | 256731 | 13q21.1-q32 (CLN5)                                                                                              |
| тип 6 | Вариант поздней инфантильной (детской) формы восковидного липофусциноза нейронов (англ. Variant late infantile neuronal ceroid lipofuscinoses, vLINCL) — выявлен в Коста-Рике, Южной Америке, Португалии, Соединенного Королевства и других странах. | 601780 | 15q21-q23 (CLN6)                                                                                                |
| тип 7 | Вариант восковидного липофусциноза нейронов, связанный с мутацией гена MFSD8 (CLN7). Данный белок, по всей вероятности, локализуется на мембране лизосом. | 610951 | 4q28.1-q28.2 (MFSD8, CLN7)                                                                                      |
| тип 8 | Вариант восковидного липофусциноза нейронов — прогрессирующая эпилепсия с задержкой психического развития (англ. progressive epilepsy with mental retardation, EPMR) Турецкий вариант поздней инфантильной (детской) формы (англ. Variant late infantile neuronal ceroid lipofuscinoses, vLINCL) — впервые выявлен в Турции. | 610003 600143                                                                                                   | 8p23 (CLN8) |
| тип 9 | Вариант восковидного липофусциноза нейронов, вызываемый дефицитом дигидро-церамид-синтазы — фермента лизосом. Данная форма заболевания впервые выявлена в Германии и Сербии. | 609055 | |
| тип 10 | Вариант восковидного липофусциноза нейронов, вызываемый дефицитом катепсина D. | 116840 | 11p15.5 (CTSD)                                                                                                  |

## Клиническая картина
В зависимости от возраста, в котором появилась симптоматика, различают четыре формы заболевания:
- инфантильная (ранний детский вариант) — англ. Infantile neuronal ceroid lipofuscinoses (INCL);
- инфантильная (поздний детский вариант) — англ. Late infantile neuronal ceroid lipofuscinoses (LINCL);
- ювенильная (юношеская) — англ. Juvenile neuronal ceroid lipofuscinoses (JNCL);
- зрелая (взрослая) — англ. Adult neuronal ceroid lipofuscinoses (ANCL).

Клиническая картина практически всех представителей группы восковидных липофусцинозов нейронов (нейродегенеративных лизосомных болезней накопления) характеризуется постоянно прогрессирующей потерей двигательных и психологических навыков, связанной с внутриклеточным накоплением липофусцина.
Симптоматика, характерная для всех типов восковидных липофусцинозов нейронов, включает признаки поражения центральной нервной системы с развивающейся и прогрессирующей атрофией головного мозга, которая обычно соответствует степени выраженности клинических нарушений. Впоследствии присоединяются судорожные припадки, особенно характерны миоклонические конвульсии.
В случае инфантильной и ювенильной формы заболевания отмечают аномалию зрительного анализатора с последующей атрофией зрительного нерва, пигментным ретинитом и макулярной дегенерацией. Однако в случае зрелой (взрослой) формы эти признаки зачастую отсутствуют.

## Диагностика
Несмотря на практически исключительно неврологическую симптоматику, которой проявляется данная группа лизосомных болезней накопления, электронная микроскопия позволяет обнаружить патологические включения пигмента липофусцина в лизосомах очень многих тканей. Немалую помощь в диагностике оказывает электронная микроскопия лейкоцитов, а также биоптатов печени и мышц.

## Дифференциальная диагностика
Дифференциальная диагностика различных представителей группы восковидных липофусцинозов нейронов основывается на клинических проявлениях:
- возраст, в котором начала проявляться патологическая симптоматика,
- продолжительность заболевания,
- раннее развитие слепоты и других неврологических расстройств,
- форма накопления липофусцина (лабораторная диагностика).

## Лечение
В настоящее время не существует общепринятой схемы терапии восковидных липофусцинозов нейронов, которая смогла бы вылечить, остановить, или хотя бы замедлить развитие клинической симптоматики. Тем не менее, применение противосудорожной терапии способствует снижению частоты возникновения судорожных приступов благодаря адекватно подобранной дозировке противоэпилептических препаратов. Кроме того, применение двигательной, речевой и профессиональной терапии может помочь пациентам сохранить навыки как можно дольше.
Несколько экспериментальных схем находятся на стадии клинических испытаний.